# Barry Ackroyd
Barry Ackroyd (Manchester, 1954. május 12. –) angol operatőr. 
Rendszeresen dolgozik együtt Ken Loach rendezővel, eddig tíz közös filmjük készült el.

## Filmográfia

### Film

#### Nagyjátékfilm
| Év   | Magyar cím                                           | Eredeti cím                                  | Rendező                   |
| ---- | ---------------------------------------------------- | -------------------------------------------- | ------------------------- |
| 1991 | Lim-lom                                              | Riff-Raff                                    | Ken Loach                 |
| 1993 | Kőzápor                                              | Raining Stones                               | Ken Loach                 |
| 1994 | Katicabogár, katicabogár                             | Ladybird, Ladybird                           | Ken Loach                 |
| 1995 | Haza és szabadság                                    | Land and Freedom                             | Ken Loach                 |
| 1996 | Carla dala                                           | Carla's Song                                 | Ken Loach                 |
| 1996 | Stella ügyletei                                      | Stella Does Tricks                           | Coky Giedroyc             |
| 1997 | Maszk nélkül                                         | Under the Skin                               | Carine Adler              |
| 1998 | Nevem, Joe                                           | My Name Is Joe                               | Ken Loach                 |
| 1999 | Az elveszett fiú                                     | The Lost Son                                 | Chris Menges              |
| 1999 | Boldog emberek                                       | Beautiful People                             | Jasmin Dizdar             |
| 1999 |                                                      | Mauvaise passe                               | Michel Blanc              |
| 2000 | Kenyér és rózsa                                      | Bread and Roses                              | Ken Loach                 |
| 2001 | Ízig-vérig Annie Mary                                | Very Annie Mary                              | Sara Sugarman             |
| 2001 |                                                      | Dust                                         | Milčo Mančevski           |
| 2001 | Vasutasok                                            | The Navigators                               | Ken Loach                 |
| 2002 | Édes kamaszkor                                       | Sweet Sixteen                                | Ken Loach                 |
| 2003 |                                                      | Os Imortais                                  | António-Pedro Vasconcelos |
| 2004 | Még egy csók                                         | Ae Fond Kiss...                              | Ken Loach                 |
| 2005 |                                                      | Love + Hate                                  | Dominic Savage            |
| 2006 | Felkavar a szél                                      | The Wind That Shakes the Barley              | Ken Loach                 |
| 2006 | A United 93-as                                       | United 93                                    | Paul Greengrass           |
| 2007 | Seattle öt napja                                     | Battle in Seattle                            | Stuart Townsend           |
| 2008 | A bombák földjén                                     | The Hurt Locker                              | Kathryn Bigelow           |
| 2009 | Barátom Eric                                         | Looking for Eric                             | Ken Loach                 |
| 2010 | Zöld Zóna                                            | Green Zone                                   | Paul Greengrass           |
| 2011 | Coriolanus                                           | Coriolanus                                   | Ralph Fiennes             |
| 2012 | Csempészek                                           | Contraband                                   | Baltasar Kormákur         |
| 2013 | Phillips kapitány                                    | Captain Phillips                             | Paul Greengrass           |
| 2013 | Félelmetes nap                                       | Parkland                                     | Peter Landesman           |
| 2015 | Sötét helyek                                         | Dark Places                                  | Gilles Paquet-Brenner     |
| 2015 | A nagy dobás                                         | The Big Short                                | Adam McKay                |
| 2016 | Jason Bourne                                         | Jason Bourne                                 | Paul Greengrass           |
| 2016 | Az utolsó próba                                      | The Last Face                                | Sean Penn                 |
| 2017 | Detroit                                              | Detroit                                      | Kathryn Bigelow           |
| 2018 | Törvényen kívüli király                              | Outlaw King                                  | David Mackenzie           |
| 2019 | Botrány                                              | Bombshell                                    | Jay Roach                 |
| 2020 | A halhatatlan gárda                                  | The Old Guard                                | Gina Prince-Bythewood     |
| 2021 | Édes kislányom                                       | Sweet Girl                                   | Brian Andrew Mendoza      |
| 2022 | I Wanna Dance with Somebody – A Whitney Houston-film | Whitney Houston: I Wanna Dance with Somebody | Kasi Lemmons              |

#### Rövidfilm
| Év   | Cím                               | Rendező           |
| ---- | --------------------------------- | ----------------- |
| 1994 | Fever                             | Carine Adler      |
| 1997 | The Butterfly Man                 | Barry Ackroyd     |
| 1998 | Amazing Grace                     | Maeve Murphy      |
| 2012 | I Missed My Mother's Funeral      | Ben Quinn         |
| 2013 | Dr. Easy                          | Jason Groves      |
| 2013 | Dr. Easy                          | Chris Haring      |
| 2013 | Dr. Easy                          | Richard Kenworthy |
| 2022 | Nicholas Brothers: Stormy Weather | Michael Shevloff  |

#### Dokumentumfilm
| Év   | Magyar cím                                         | Eredeti cím                                    | Rendező         |
| ---- | -------------------------------------------------- | ---------------------------------------------- | --------------- |
| 1989 |                                                    | Lake Baikal: The Sacred Sea (rövidfilm)        | Irina Mishina   |
| 1990 |                                                    | Hunters and Bombers                            | Hugh Brody      |
| 1990 | Nigel Markham                                      | Hunters and Bombers                            |                 |
| 1991 |                                                    | The Leader, His Driver, and the Driver's Wife  | Nick Broomfield |
| 1992 | Aileen Wuornos: Egy sorozatgyilkos áruba bocsátása | Aileen Wuornos: The Selling of a Serial Killer | Nick Broomfield |
| 1995 | Anna Frank emlékezete                              | Anne Frank Remembered                          | Jon Blair       |

### Televízió

#### Tévéfilm
| Év   | Magyar cím            | Eredeti cím              | Rendező            |
| ---- | --------------------- | ------------------------ | ------------------ |
| 1987 |                       | Big George Is Dead       | Henry Martin       |
| 1996 |                       | Hillsborough             | Charles McDougall  |
| 1997 |                       | Bumping the Odds         | Rob Rohrer         |
| 2002 |                       | Sunday                   | Dominic Savage     |
| 2003 |                       | The Lost Prince          | Stephen Poliakoff  |
| 2003 |                       | Eroica                   | Simon Cellan Jones |
| 2005 | Barátok és krokodilok | Friends and Crocodiles   | Stephen Poliakoff  |
| 2005 | Gideon lánya          | Gideon's Daughter        | Stephen Poliakoff  |
| 2010 | Különleges kapcsolat  | The Special Relationship | Richard Loncraine  |
| 2011 |                       | The Miraculous Year      | Kathryn Bigelow    |
| 2013 |                       | The Missionary           | Baltasar Kormákur  |

#### Sorozat
| Év        | Magyar cím     | Eredeti cím     | Megjegyzések           |
| --------- | -------------- | --------------- | ---------------------- |
| 1993      |                | Spender         | 1 epizód               |
| 1993      |                | ScreenPlay      | 1 epizód               |
| 1995–1996 |                | Screen Two      | 2 epizód               |
| 2012      | Híradósok      | The Newsroom    | 1 epizód               |
| 2024      | A Szimpatizáns | The Sympathizer | minisorozat (1 epizód) |

## Fontosabb díjak és jelölések
| Év   | Díj                            | Kategória                                                | Eredmény  |
| ---- | ------------------------------ | -------------------------------------------------------- | --------- |
| 1997 | BAFTA-díj                      | Legjobb rövidfilm (The Butterfly Man)                    | Jelölés   |
| 2004 | BAFTA-díj (televíziós díj)     | Legjobb fényképezés és világítás (Az elfelejtett herceg) | Jelölés   |
| 2006 | British Independent Film Award | Legjobb technikai teljesítmény (Felkavar a szél)         | Jelölés   |
| 2006 | European Film Award            | Legjobb operatőr (Felkavar a szél)                       | Megnyerte |
| 2007 | BAFTA-díj                      | Legjobb operatőr (A United 93-as)                        | Jelölés   |
| 2010 | BAFTA-díj                      | Legjobb operatőr (A bombák földjén)                      | Megnyerte |
| 2010 | Oscar-díj                      | Legjobb operatőr (A bombák földjén)                      | Jelölés   |